# Codonanthopsis
Codonanthopsis, biljni rod polugrmova iz porodice gesnerijevki smješten u podtribus Columneinae, dio tribusa Gesnerieae.. Pripada mu 14 vrsta.

## Etimologija
Ime roda sastavljeno od generičkog naziva Codonanthe i grčkog sufiksa όψις, -opsis = izgleda, zbog sličnosti i bliskog odnosa s Codonantheom.

## Opis
To je rod donekle drvenastog zeljatog bilja i polugrmova u području Amazonskog bazena u sjevernoj Južnoj Americi, u Srednjoj Americi i na nekim otocima na Karibima. U divljini Codonanthopsis ima blizak odnos s mravima. Mravi koriste vlaknasto korijenje Codonanthopsis za podupiranje svojih mravljih brežuljaka, a mravi se hrane nektarijima koji se nalaze ispod lišća. Zauzvrat, mravi distribuiraju sjeme Codonanthopsis na druga mjesta. Listovi jako anizofilni, manji listovi stipulasti i rano kadukozni, kratko peteljkasti, lamina mesnata ili papirasta, oblancetasto zašiljena. Cvjetovi su mali; Vjenčić je bijel s ljubičastom ili lila bojom. Prašnika 4; filamenti prirasli uz bazu vjenčića, spljošteni i pri dnu spojeni; prašnici se odvajaju s vršnim prorezom. Nektarij jedna dorzalna žlijezda. Ovarij gornji, jajoliko duguljast; stigma suborbikularna. Plod je mesnata čahura s lokulicidnom dehiscencijom, zalisci su reflektirani, prikazujući posteljicu, sjemenke i funikule. Broj kromosoma: 2n = 18. 

## Vrste
1. Codonanthopsis anisophylla (Feuillet & L. E. Skog) Chautems & Mat. Perret
2. Codonanthopsis calcarata (Miq.) Chautems & Mat. Perret
3. Codonanthopsis caribaea (Urb.) Chautems & Mat. Perret
4. Codonanthopsis chiricana (Wiehler) Chautems & Mat. Perret
5. Codonanthopsis corniculata (Wiehler) Chautems & Mat. Perret
6. Codonanthopsis crassifolia (H. Focke) Chautems & Mat. Perret
7. Codonanthopsis dissimulata (H. E. Moore) Wiehler
8. Codonanthopsis elegans (Wiehler) Chautems & Mat. Perret
9. Codonanthopsis erubescens (Wiehler) Chautems & Mat. Perret
10. Codonanthopsis luteola (Wiehler) Chautems & Mat. Perret
11. Codonanthopsis macradenia (Donn. Sm.) Chautems & Mat. Perret
12. Codonanthopsis mansfeldiana Hoehne
13. Codonanthopsis uleana (Fritsch) Chautems & Mat. Perret
14. Codonanthopsis ulei Mansf.